# Earl Bell
Earl Bell (Estados Unidos, 25 de agosto de 1955) es un atleta estadounidense retirado, especializado en la prueba de salto con pértiga en la que llegó a ser medallista de bronce olímpico en 1984.

## Carrera deportiva
En los JJ. OO. de Los Ángeles 1984 ganó la medalla de bronce en el salto con pértiga, con un salto por encima de 5.60 metros, quedando en el podio tras el francés Pierre Quinon (oro con 5.75 m) y su compatriota Mike Tully (plata con 5.65 m).